# Rochester (Indiana)
Rochester – miasto w Stanach Zjednoczonych, w stanie Indiana, siedziba administracyjna hrabstwa Fulton.